# Juan Carlos García
Juan Carlos García (Tela, 8 de março de 1988 — Tegucigalpa, 8 de janeiro de 2018) foi um futebolista hondurenho que atuava como zagueiro. Jogou pelo Wigan entre 2013 e 2016. Defendeu Honduras na Copa do Mundo FIFA de 2014.

## Morte
Após ser diagnosticado com leucemia em fevereiro de 2015, morreu em 8 de janeiro de 2018.